# Myśliczek turzycowy
Myśliczek turzycowy (Stenus pumilio) – gatunek chrząszcza z rodziny kusakowatych i podrodziny myśliczków (Steninae).
Gatunek ten został opisany w 1839 roku przez Wilhelma Ferdinanda Erichsona.
Chrząszcz o ciele długości od 1,7 do 2 mm. Przedplecze jest u niego krótsze niż szersze. Powierzchnia przedplecza i pokryw jest słabiej punktowana niż u S. circularis. Początkowe tergity odwłoka mają pojedyncze krótkie, podłużne listewki pośrodku części nasadowych. Obrys odwłoka jest ku tyłowi klinowato zwężony. Odnóża mają barwę brunatnoczerwoną do czarnobrunatnej. Krótkie tylne stopy są niewiele dłuższe niż połowa goleni. U samców uda są normalnie wykształcone, niezgrubiałe.
Owad holarktyczny, rozprzestrzeniony we wschodniej Ameryce Północnej, północnej i środkowej części Europy oraz na Syberii. W Polsce notowany na nielicznych stanowiskach. Zasiedla tereny bagienne i torfowiska, gdzie przebywa wśród mchów, na turzycach, pod napływami, trzcinami i leżącymi trawami.